# 끌로끌로
끌로끌로(프랑스어: Cloclo, 영어: My Way)는 2012년 개봉한 프랑스의 영화이다. 클로드 프랑수아의 일생을 다루고 있다.

## 줄거리
인기 가수 클로드 프랑수아의 삶을 이집트 이스마일리아에서 보낸 어린 시절부터 1978년 3월 11일 파리의 아파트에서 사고로 사망할 때까지의 이야기이다.

## 출연

### 주연
- 제레미 레니에
- 브느와 마지멜

### 조연
- 모니카 스카티니
- 사브리나 세이베쿠
- 마크 바르베
- 에릭 사빈
- 로버트 네퍼
- 브루노 플렌더
- 쉐인 비베스-아차라 우드워드
- 래티샤 콜롱바니
- 줄리 보랭거
- 빈센트 네메스
- 파스칼 오베르
- 피에르 디오트
- 애너 오소
- 존 플랜더스
- 누레딘 알베르디네
- 발레리아네 드 빌뇌브
- 월터 슈노켈
- 시릴 오빈
- 조세핀 자피

## 기타
- 공동제작: 실베인 골드버그
- 협력프로듀서: 애드리언 폴리토스키
- 협력프로듀서: 질 바테르케인
- 기획책임: 프랑츠 리처드
- 음향: 앙트완 디플란더
- 미술: 필립 치프레
- 특수효과: 맥스 가르니에
- 의상: 미미 렘피카
- 배역: 누레딘 알베르디네
- 배역: 올리비어 카본